# Stubberup (Hedensted)
Stubberup var den største af de tre landsbyer, som udgjorde Løsning Sogn. I 1868 blev jernbanen mellem Fredericia og Aarhus åbnet, og en station på denne strækning blev anlagt i Stubberup. Den fik dog navnet efter sit sogn (benævnt Løsning Station) og ikke efter byen. Det startede en udvikling med øget byggeri, som bevirkede at med tiden voksede landsbyerne Løsning og Stubberup sammen. Sammenlægningen skabte stationsbyen Løsning.
|  | Denne artikel om lokaliteten Stubberup (Hedensted) kan blive bedre, hvis der indsættes et (bedre) billede. Du kan hjælpe ved at afsøge Wikimedia Commons for et passende billede eller lægge et op på Wikimedia Commons med en af de tilladte licenser og indsætte det i artiklen. |

55°48′13.89″N 9°42′21.26″Ø / 55.8038583°N 9.7059056°Ø